# Hrabstwo Mercer (Pensylwania)

Piramida wieku hrabstwa

Hrabstwo Mercer (ang. Mercer County) – hrabstwo w stanie Pensylwania w Stanach Zjednoczonych. Hrabstwo zajmuje powierzchnię lądową 1740 km². Według szacunków US Census Bureau w roku 2006 liczyło 118 551 mieszkańców. Siedzibą hrabstwa jest miasto Mercer a największym miastem Hermitage.